# Неверово (Челябинская область)
Неверово  — посёлок в Троицком районе Челябинской области России, относится к Дробышевскому сельскому поселению.

## География
Расположен в северо-восточной части района, на берегу озера Кулькуль. Рельеф — равнина (Западно-Сибирская равнина); ближайшие выс.— 213 и 222 м. Ландшафт — лесостепь. В окрестностях — редкие колки, неск. небольших озер и болот. Н. связано грунтовыми дорогами с соседними населенными пунктами. Расстояние до районного центра (Троицк) 36 км, до центра сельского поселения (с. Дробышево) — 16 км. 

## История
Поселок вырос на месте заимки Неверовой (отсюда назв.), построенной на территории Егорьевской вол. Троицкого уезда Оренбургской губернии. По данным статистики, в 1920-х гг. относился к Суналинскому сельсовету Троицкого района Уральской области, состоял из 12 дворов. С 1930 на его территории размещалось отделение колхоза «Культура». 
В 1935 жители Неверово и посёлка Суналы организовали общий колхоз «Красный Урал» (с 1940 в Неверово располагалась центральная усадьба), которому в 1948 принадлежало 2833 гектара земельных угодий, в том числе пашни — 1462, сенокосов — 599, выгона — 596 гектара. 
С 1951 он носил название — колхоз им. Хрущева, с 1957 — им. Ленина.
С 1957 на территории Неверово действовала бригада колхоза им. Ленина, ныне — бригада СХПП «Дробышево».

## Население
| 2002 | 2010 |
| ---- | ---- |
| 42   | ↘21  |

(в 1926 — 67, в 1938 — 105, в 1948 — 181, в 1956 — 196, в 1970 — 151, в 1983 — 73, в 1995 — 48)

## Улицы
- Майская улица